# Twin Valley
Twin Valley ist eine Kleinstadt (mit dem Status „City“) im Norman County im US-amerikanischen Bundesstaat Minnesota. Das U.S. Census Bureau hat bei der Volkszählung 2020 eine Einwohnerzahl von 723 ermittelt.

## Geografie
Twin Valley liegt im Nordwesten Minnesotas am Südufer des Wild Rice River, einem rechten Nebenfluss des Red River of the North. Die geografischen Koordinaten sind 47°15′35″ nördlicher Breite und 96°15′26″ westlicher Länge. Die Stadt erstreckt sich über eine Fläche von 2,25 km².
Benachbarte Orte von Twin Valley sind Gary (13,9 km nördlich), Syre (8,9 km südlich), Borup (27,5 km südwestlich) und Ada (22,6 km westlich).
Die nächstgelegenen größeren Städte sind Winnipeg in der kanadischen Provinz Manitoba (326 km nördlich), Duluth am Oberen See (369 km östlich), Minneapolis (395 km südöstlich), Sioux Falls in South Dakota (477 km südlich) und Fargo in North Dakota (83,4 km südsüdwestlich).
Die Grenze zu Kanada befindet sich 209 km nördlich.

## Verkehr
Die Minnesota State Route 32 verläuft in Nord-Süd-Richtung durch das Stadtgebiet von Twin Valley. Alle weiteren Straßen sind untergeordnete und teils unbefestigte Fahrwege sowie innerörtliche Verbindungsstraßen.
Parallel zur MN 32 verläuft der Agassiz Recreational Trail, ein kombinierter Fuß- und Fahrradweg auf einer ehemaligen Eisenbahnstrecke.
Mit dem Norman County Ada/Twin Valley Airport liegt 11,6 km westlich von Twin Valley ein kleiner Flugplatz. Die nächsten größeren Flughäfen sind der Hector International Airport von Fargo (83 km südwestlich), der Winnipeg James Armstrong Richardson International Airport (334 km nördlich) und der Minneapolis-Saint Paul International Airport (429 km südöstlich).

## Demografische Daten
Nach der Volkszählung im Jahr 2010 lebten in Twin Valley 821 Menschen in 357 Haushalten. Die Bevölkerungsdichte betrug 364,9 Einwohner pro Quadratkilometer. In den 357 Haushalten lebten statistisch je 2,17 Personen.
Ethnisch betrachtet setzte sich die Bevölkerung zusammen aus 94,4 Prozent Weißen, 3,2 Prozent amerikanischen Ureinwohnern sowie 0,7 Prozent aus anderen ethnischen Gruppen; 1,7 Prozent stammten von zwei oder mehr Ethnien ab. Unabhängig von der ethnischen Zugehörigkeit waren 2,1 Prozent der Bevölkerung spanischer oder lateinamerikanischer Abstammung.
24,2 Prozent der Bevölkerung waren unter 18 Jahre alt, 46,1 Prozent waren zwischen 18 und 64 und 29,7 Prozent waren 65 Jahre oder älter. 51,5 Prozent der Bevölkerung war weiblich.

Das mittlere jährliche Einkommen eines Haushalts lag bei 29.205 USD. Das Pro-Kopf-Einkommen betrug 17.900 USD. 23,7 Prozent der Einwohner lebten unterhalb der Armutsgrenze.